# Bikini Airways
Pour plus de détails, voir Fiche technique et Distribution.
Bikini Airways est un film américain de série B écrit et réalisé par Fred Olen Ray, sorti en 2003 directement en vidéo.

## Synopsis
Trois amies qui héritent d'une compagnie aérienne délabrée vont tout faire pour la ressusciter.

## Fiche technique
- Titre : Bikini Airways
- Réalisateur : Fred Olen Ray (crédité comme Nicholas Medina)
- Scénario : Fred Olen Ray
- Producteur :
- Société de production : American Independent
- Format : Couleurs
- Pays :  États-Unis
- Langue : anglais américain
- Genre : Comédie érotique
- Durée : 85 minutes (1 h 25)
- Date de sortie :
  - États-Unis : 11 octobre 2003
  - Hongrie : 5 mai 2006
  - Japon : 10 septembre 2008

## Distribution
- Regina Russell Banali : Terri (créditée comme Regina Russell)
- Brad Bartram : Gary (crédité comme Brad Bartrom)
- Jay Richardson : Captain Sam
- Dan Golden : Co-Pilot Dave (crédité comme Sam Silver)
- Belinda Gavin : Vicki (créditée comme Kylie Biscayne)
- Amy Lindsay : Pam (créditée comme Julie Snow)
- Kim Maddox : Traci (créditée comme Loni Lynn)
- Noah Frank : Jim
- Frankie Cullen : David
- Leland Jay : Jeff
- Kimberly A. Ray : (créditée comme Miss Kim)
- Maya Divine : Francine (créditée comme Wendy Divine)